# Bichon frisé
Bichon frisé (FCI #215) er en gammel hunderace i gruppen bichon med små proportioner som stammer fra landene ved den nordvestlige del af Middelhavet. I 1500-tallet var den poulær blandt adelige, og den sås hyppigt ved hoffene i sydeuropa. Dengang som nu blev den løveklippet, dvs. med korthåret krop og stor manke. Racen kom til Danmark i 1978 og er højt elsket af ejere af denne charmerende hunderace.

## Personlighed og væremåde
En bichon frisé er også en livlig og glad hunderace, som er meget populær efterhånden. Bichon frisé'en bliver hurtigt en del af familien med dens skønne temprament, dens legesyge og charme. En bichon frisé fælder heller ikke, hvilket gør en stor fordel for allergikere. Allergikere skal nok alligevel ikke anskaffe sig en hund før de har tjekket om de kan tåle den, og det er en god idé at snakke med en allergilæge inden. Lån evt. en bichon Frisé fra en opdrætter først.